# 이상민 (1958년)
이상민(李相珉, 1958년 1월 22일~)은 대한민국의 변호사 겸 정치인이다. 제17·18·19·20·21대 국회의원이다.

## 생애
생후 6개월 때 소아마비에 걸려 지체장애 3급 판정을 받은 장애인이다. 어린 시절 소아마비의 후유증으로 인하여 한쪽 다리 장애를 얻게 됐다.
1992년 제34회 사법시험에 합격해 변호사로 활동했다. 가족관계로는 12년 연하의 1970년생 아내와 사이에 2남 1녀(3남매)가 있다.
2003년 12월에 열린우리당에 입당하여, 2004년 제17대 총선에서 열린우리당 소속으로 대전 유성구에서 당선된 이후, 2020년 21대 총선까지 5선 국회의원직을 수행했고, 2024년 5월까지 20년간 "역대 원내와 정당을 막론한 시대적인 국회의 미스터 쓴소리"로 유명해지면서, "골수 비주류 및 만년 아웃사이더"로 이름을 날렸다.
2008년 제18대 총선에서 통합민주당의 공천에서 탈락하자, 당내 갈등 끝에 탈당 직후 자유선진당에 입당하여 출마해 당선됐다. 그리고 재차 우여곡절 끝에 또다시 탈당하며, 2012년 제19대 총선에서 다시 민주통합당으로 복귀한 후 출마해 당선됐다.
2014년 5월부터 국회 법제사법위원장을 역임했을 때 '부정청탁 및 금품 등 수수의 금지에 관한 법률'의 포괄적 적용을 반대했다. 2015년 1월 법제사법위원회 전체 회의에 상정하지 않아 입법을 지연시켰다.
2016년 제20대 총선을 앞두고, 지역구인 대전 유성구의 선거구가 갑·을로 분구됨에 따라 유성구 을 선거구에 출마를 하였으며 56.87%의 득표율을 기록하면서 4선 국회의원이 되었다.
2018년 12월 기술사가 아니면 소프트웨어를 설계할 수 없고, 이를 어기면 1000만원 이하의 벌금이나 1년 이하의 징역에 처할 수 있다는 취지의 기술사법 개정안을 대표 발의했으나 결국 여론의 압력으로 인하여 발의를 철회하였다.
2020년 제21대 총선에서 대전의 유성구 을 선거구에 출마해 당선되면서, 5선 고지에 올랐다.
2021년 2월 이후에는 더불어민주당의 주류 세력과 갈등을 빚었으며 2023년 12월, 더불어민주당을 탈당하고 이듬해 1월 국민의힘에 입당했다. 제22대 국회의원 선거에서 국민의힘 소속으로 유성구 을 선거구 국회의원 선거에 출마했으나 낙선했다. 2024년 6월부터 국민의힘 대전광역시당 위원장에 재직하고 있다.

## 학력
- 1970년 대전신흥국민학교 졸업
- 1973년 대전중학교 졸업
- 1976년 충남고등학교 졸업
- 1980년 충남대학교 법과대학 법학 학사

## 경력
- 1992년 제34회 사법시험 합격
- 1995년 사법연수원 24기 수료
- 1998년 대전지방국세청 과세적부심사위원
- 2001년 우송대학교 법학과 겸임교수
- 2004년 한국기자협회 고문변호사
- 2004년 대덕밸리 벤처연합회 고문
- 2004년 4월 15일: 대한민국 제17대 국회의원 선거 당선(대전 유성구, 열린우리당, 초선)
- 2007년 대한장애인다트연맹 회장(2007년 4월~2024년 6월)
- 2008년 4월 9일: 대한민국 제18대 국회의원 선거 당선(대전 유성구, 자유선진당, 재선)
- 2009년~2010년 자유선진당 정책위원회 의장
- 2012년 4월 11일: 대한민국 제19대 국회의원 선거 당선(대전 유성구, 민주통합당, 3선)
- 2012년~2013년 민주통합당 대전광역시당 유성구 지역위원회 위원장
- 2013년~2014년 민주당 대전광역시당 유성구 지역위원회 위원장
- 2014년 새정치민주연합 과학기술특별위원장
- 2014년~2015년 새정치민주연합 대전광역시당 위원장
- 2014년 국회 법제사법위원장
- 2014년~2015년 새정치민주연합 대전광역시당 유성구 지역위원회 위원장
- 2015년~2016년 더불어민주당 과학기술특별위원장·대전광역시당 위원장
- 2015년~2016년 더불어민주당 대전광역시당 유성구 지역위원회 위원장
- 2016년 4월 13일: 대한민국 제20대 국회의원 선거 당선(대전 유성구 을, 더불어민주당, 4선)
- 2016년~2023년 더불어민주당 대전광역시당 유성구 을 지역위원회 위원장
- 2018년 제7회 전국동시지방선거 대전광역시장 더불어민주당 경선후보
- 2020년 4월 15일: 대한민국 제21대 국회의원 선거 당선(대전 유성구 을, 더불어민주당, 5선)
- 2020년: 더불어민주당코로나19 국난극복위원회 공동위원장
- 2021년: 더불어민주당 중앙당 선거관리위원회 위원장
- 2021년~2022년: 더불어민주당 정보통신특별위원회 위원장
- 2021년~2022년: 더불어민주당 국회세종의사당추진특별위원회 공동위원장
- 2021년 9월~2021년 10월: 더불어민주당 제20대 대통령 선거 대통령 경선 선거관리위원회 위원장
- 2023년: 대한민국독도협회 명예총재
- 2024년 2월: 국민의힘 대전광역시당 유성구 을 당원협의회 위원장(2024년 2월 29일~현재)
- 2024년 3월~2024년 4월: 국민의힘 제22대 국회의원 선거 중앙선거대책위원회 충청 권역 선대위원장
- 2024년 3월~2024년 4월: 제22대 국회의원 선거 국민의힘 대전광역시당 선거대책위원회 공동총괄선대위원장
- 2024년 6월~: 국민의힘 대전광역시당 위원장
- 2024년 6월~: 사단법인 청년과미래 고문위원
- 사단법인 한국과학기술정책연구회 공동이사장
- 2025년 1월~2025년 2월: 2025년 재보궐선거 국민의힘 대전광역시당 공천관리위원장
- 2025년 5월~2025년 6월: 제21대 대통령 선거 국민의힘 김문수 대통령 후보 대전 선거대책위원회 상임선대위원장

### 17대 의정활동
- 2004년 5월~2008년 5월 제17대 열린우리당→대통합민주신당→통합민주당→무소속→자유선진당 국회의원(대전 유성구)
- 국회 재정경제위원회 위원
- 국회 개혁특별위원회 위원
- 국회 윤리특위 간사 겸 징계자격심사소위원회 위원장
- 국회 장애인특별위원회 위원
- 국회 법사위 간사 겸 제1법안심사소위원회 위원장
- 국회 예산결산특별위원회 위원
- 열린우리당 의장경제특보·인권위원장·정책위 제1정무조정위원장(법사·행자)
- 부동산기획단위원·양극화해소대책위원·열린우리당 대전광역시당 위원장

### 18대 의정활동
- 자유선진당 정책위원회 의장
- 민주통합당 원내수석부대표
- 2008년 5월~2012년 5월 자유선진당→무소속→민주통합당 국회의원(대전 유성구)
- 국회 교육과학기술위원회 간사
- 국회 미래전략 및 과학기술 특별위원회 위원장

### 19대 의정활동
- 2012년 5월~2016년 5월 민주통합당→민주당→새정치민주연합→더불어민주당 국회의원(대전 유성구)
- 새정치민주연합 대전광역시당 위원장
- 새정치민주연합 과학기술특별위원회 위원장
- 2013년 국회 방송공정성특별위원회 위원장
- 국회 법제사법위원회 위원장
- 더불어민주당 과학기술특별위원장·대전광역시당 위원장

### 20대 의정활동
- 2016년 5월~2020년 5월 더불어민주당 국회의원(대전 유성구 을)
- 더불어민주당 과학기술특별위원장·대전시당위원장
- 제20대 국회 전반기 미래창조과학방송통신위원회 위원
- 제20대 국회 전반기 예산결산특별위원회 위원
- 제20대 국회 전반기 과학기술정보방송통신위원회 위원
- 제20대 국회 헌법개정특별위원회 위원
- 제20대 국회 후반기 사법개혁특별위원회 위원장

### 21대 의정활동
- 2020년 5월~2024년 5월 더불어민주당→무소속→국민의힘 국회의원(대전 유성구 을)
- 국회 4차산업혁명포럼 공동대표의원
- 한-유럽연합(EU) 의회외교포럼 공동회장

## 사건

### 음주 운전
2004년 5월 28일 밤 대전광역시 유성구 장대동에서 음주운전 중 경찰에 단속되었고, 혈중알콜농도 0.1%을 넘어 면허가 취소됐다. 2004년 7월 27일 도로교통법위반(음주운전)으로 벌금 100만원을 선고받았다.

### 정운찬총리 비판
2009년 9월 3일 그는 “이명박 대통령은 정운찬 총리 내정을 취소하고 정 내정자 스스로 사퇴하라”는 정책 성명에 이어 '이명박 대통령, 약속위반 66일째' 란 제목의 성명으로 맹공을 이어갔다. 이 성명에서 “트랜스포머 변신의 귀재, 비단길을 깔아주면 꽃가마 타고 가려는 사람, 이는 그를 극명하게 잘 나타내 주는 표현”이라고 정운찬 총리내정자를 비난했다.
정운찬 총리가 “세종시, 원안 아닌 수정안 추진하겠다”는 취지의 발언을 한 것에 대해서 “참 한심한 사람이다”라고 전제하고 “행정도시를 왜 하고 있는지 공부나 했는가? 우리나라의 무거운 짐 중 하나인 수도권 과밀화와 지방 고사에 대해 조금이라도 고민을 해봤는가?”라고 반문했다. 그리고 “대통령을 잘 보좌해 총리 역할을 제대로 할 것을 기대하려 했으나 정 총리내정자가 법과 약속을 지키지 않겠다고 대국민 선언을 하고 있으니 이명박 정권의 앞날이 깜깜할 뿐이다”라고 독설을 퍼부었다. 또한 ‘이 대통령이 정운찬씨를 행정도시 축소변질용도로 활용하려는 것 같다면서 행정도시를 축소 변질시키고자 하는 잔꼼수를 부리지 말고, 법과 약속대로 원안인 9부2처2청 이전 추진하라”고 주장했다.
이는 심대평 총리 제의설과 관련해 청와대에 대한 극도의 부정적 인식과 당 내부의 어수선한 분위기를 추스리기 위한 포석이며 충청민심을 배경으로 이명박 정부의 정책변화를 꾀하려는 기본 전략으로 분석되고 있다.

## 역대 선거 결과
|  | 32.15% |

|  | 41.30% |

|  | 52.54% |

|  | 56.87% |

|  | 55.85% |

|  | 37.19% |

## 소속 정당
| 소속 정당 | 소속 정당      | 소속 기간 | 비고           |
| --------- | -------------- | --------- | -------------- |
|           | 열린우리당     | 2003~2007 | 창당 정계 입문 |
|           | 대통합민주신당 | 2007~2008 | 합당           |
|           | 통합민주당     | 2008      | 합당           |
|           | 무소속         | 2008      | 탈당           |
|           | 자유선진당     | 2008~2012 | 입당           |
|           | 무소속         | 2012      | 탈당           |
|           | 민주통합당     | 2012~2013 | 복당           |
|           | 민주당         | 2013~2014 | 당명 변경      |
|           | 새정치민주연합 | 2014~2015 | 합당           |
|           | 더불어민주당   | 2015~2023 | 당명 변경      |
|           | 무소속         | 2023~2024 | 탈당           |
|           | 국민의힘       | 2024~현재 | 입당           |

## 같이 보기
- 대전 유성구의 국회의원
- 유성구 (선거구)
- 유성구 을